# Північна система попередження

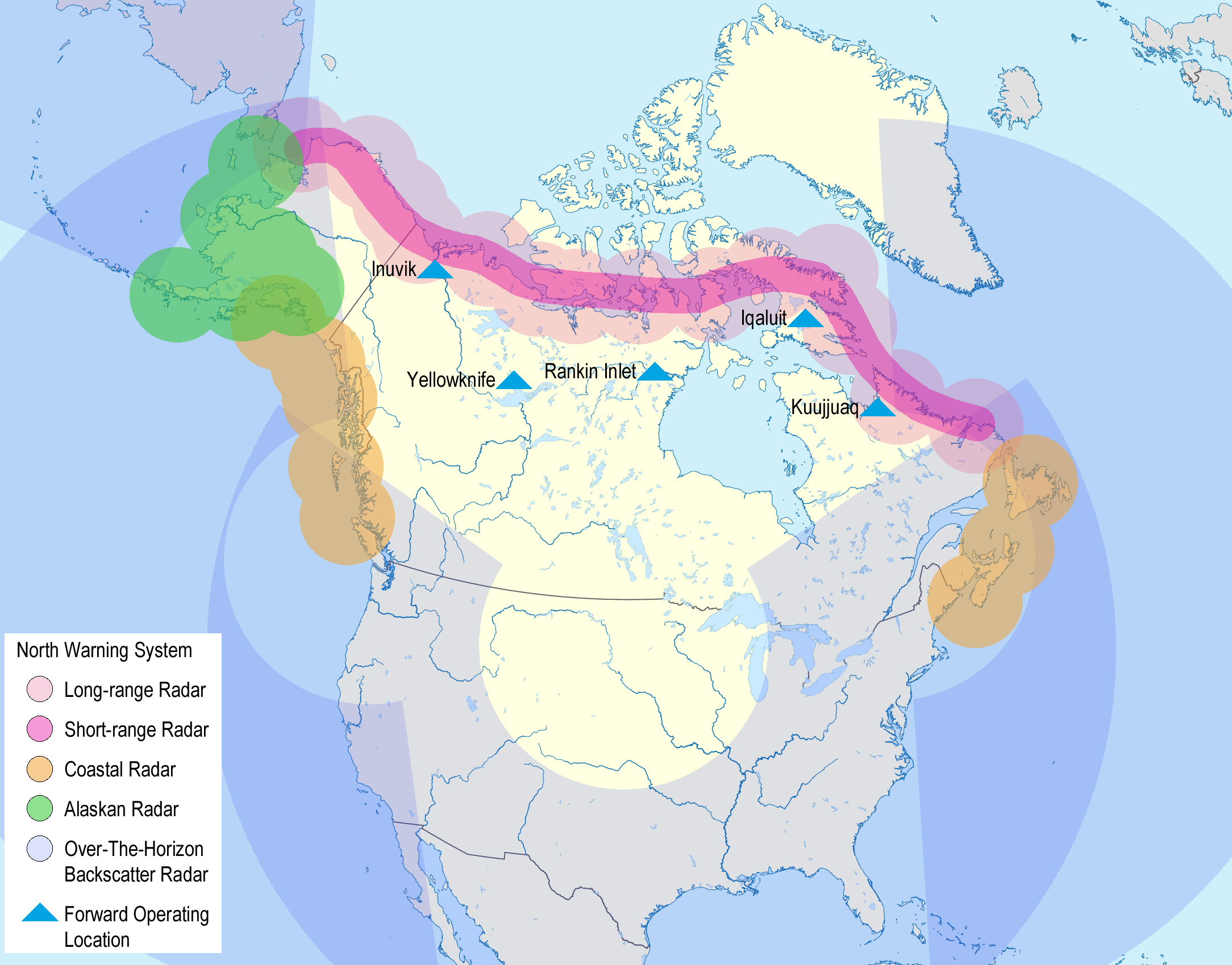

Північна система попередження (англ. North Warning System) — система радіолокаційних станцій на крайній півночі арктичного регіону Канади з додатковими станціями вздовж північного узбережжя та Алеутських островів Аляски, на Фарерських островах, у Гренландії та Ісландії. Створено під час Холодної війни для виявлення наступу радянських бомбардувальників та забезпечення раннього попередження про сухопутне військове вторгнення. Прийшла на зміну лінії «Дью» наприкінці 1980-х — на початку 1990-х.
Система складається як із радіолокаційних станцій великої та середньої дальності AN/FPS-117, так і з маловисотних радіолокаційних станцій AN/FPS-124. Вся система підпорядковується командуванню повітряно-космічної оборони Північної Америки.

## Історія
Так звана лінія «Дью», створена наприкінці 1950-х років, на початок 1980-х років остаточно застаріла. 1984 року Командування повітряно-космічної оборони Північної Америки ініціювало роботи з проєктування нової стаціонарної системи радіолокаційного виявлення на заміну лінії Дью, яка отримала назву «Північна система попередження». Основними вимогами до нової системи було, по-перше, зниження щорічних експлуатаційних витрат на підтримку її працездатності (лінія Дью була однією з найвитратніших статей видаткової частини військового бюджету), по-друге, підвищення бойових можливостей щодо досяжності та виявлення засобів повітряного нападу противника (головним чином бомбардувальників і крилатих ракет), що летять на малих і гранично малих висотах, які могли подолати зону виявлення системи Дью непоміченими. Для нової системи планувалося спорудити 39 радіолокаційних станцій ближнього моніторингу повітряного простору і наведення засобів перехоплення, і 13 радіолокаційних станцій далекого виявлення (РЛСДВ). На зазначені роботи передбачалося витратити до мільярда доларів коштів. За проєктування та виготовлення ближніх радіолокаційних засобів відповідала корпорація «Сперрі», замовлення на розробку та спорудження РЛСДВ отримала компанія «Дженерал електрик». Уведення в дію перших радіолокаційних станцій системи з постановкою їх на бойове чергування планувалося на 1986 рік, проте повної бойової готовності системи в цілому, за попередніми розрахунками, можна було досягти лише протягом восьми років, до 1992.
18 березня 1985 року на американо-канадському саміті у місті Квебек підписано угоду між прем'єр-міністром Канади Браяном Малруні та президентом США Рональдом Рейганом про створення Північної системи попередження.
Від 1988 року розпочато обмежену експлуатацію системи. Протягом кількох років наприкінці 1980-х і на початку 1990-х у дію вступають нові РЛС LRR, які замінили РЛС лінії «Дью». Офіційно Північну систему попередження введено в експлуатацію 15 липня 1993 року, цього ж дня лінію «Дью» офіційно закрито.